# Аса (Бургос)
Аса (ісп. Haza) — муніципалітет в Іспанії, у складі автономної спільноти Кастилія-і-Леон, у провінції Бургос. Населення — 33 особи (2010).
Муніципалітет розташований на відстані близько 130 км на північ від Мадрида, 80 км на південь від Бургоса.

## Демографія
Динаміка населення (INE ):